# Euphoresia maculifera
Euphoresia maculifera är en skalbaggsart som beskrevs av Brenske 1901. Euphoresia maculifera ingår i släktet Euphoresia och familjen Melolonthidae. Inga underarter finns listade i Catalogue of Life.